# Nhanh như chớp (mùa 5)
Mùa thứ năm của chương trình Nhanh như chớp do Đài Truyền hình Thành phố Hồ Chí Minh và công ty Đông Tây Promotion phối hợp thực hiện, được phát sóng trên kênh HTV7 và ứng dụng VieON từ ngày 23 tháng 12 năm 2023 đến ngày 10 tháng 8 năm 2024. Trường Giang và Hari Won đảm nhiệm vai trò MC cho mùa này.
Ở đợt 1, đội của Hải Triều, Trà Ngọc, MisThy giành chiến thắng, ở đợt 2, đội của Will, Kay Trần, LyLy giành chiến thắng.

## Thể thức thi đấu
Mỗi tập sẽ có 6 thí sinh tham gia, chia làm 2 đội A và B, mỗi đội 3 thí sinh. Các đội sẽ thi đấu với nhau theo thể thức đấu loại trực tiếp. Đội thắng của một tập sẽ thi đấu ở vòng tiếp theo.
Dưới đây là thể thức thi đấu của chương trình ở mùa 5. Mùa này có 2 đợt phát sóng gồm 15 tập cho mỗi đợt.
1. Vòng loại (8 tập): 16 đội sẽ thi đấu dưới thể thức đấu loại trực tiếp. 8 đội thắng tiến vào vòng tứ kết.
2. Vòng tứ kết (4 tập): 8 đội thắng ở vòng loại sẽ thi đấu ở vòng này. 4 đội thắng sẽ vào vòng bán kết.
3. Vòng bán kết (2 tập). 4 đội thắng ở vòng tứ kết sẽ thi đấu ở vòng này. 2 đội thắng sẽ vào trận chung kết.
4. Chung kết (1 tập): 2 đội thắng ở vòng bán kết sẽ thi đấu ở vòng này. Đội thắng ở trận này sẽ là đội vô địch.

## Luật chơi

### Vòng đấu loại
Trong mỗi lượt đấu, mỗi đội cử một thành viên đại diện cho đội thi đấu với một thành viên của đội khác. Hai thí sinh thi đấu đối kháng với nhau bằng một bộ câu hỏi chung  với thứ tự giống nhau cho cả 2 người. Một người sẽ được chơi trước còn người kia bước vào phòng cách âm để không nghe thấy câu hỏi của chương trình.
Thí sinh sẽ ngồi lên một "cỗ máy tia chớp" và có 2 phút để trả lời nhanh một bộ câu hỏi gồm nhiều câu (bao gồm câu hỏi chuẩn và câu đố mẹo). Thời gian chỉ được tính từ khi MC bắt đầu đọc câu hỏi đến lúc người chơi chốt câu trả lời và không được tính khi các thí sinh và MC trò chuyện. Mỗi lần trả lời đúng thì được lên một nấc của con dốc, trả lời sai sẽ bị đẩy xuống đáy dốc (nấc số 0); điểm được tính bằng số lượng câu trả lời đúng liên tiếp và nhiều nhất (ví dụ, một thí sinh trả lời được đến mốc số 5 rồi trả lời sai và không trả lời được liên tiếp quá 5 câu sau đó thì điểm số sẽ là 5 điểm). Thí sinh không được quyền bỏ qua bất kỳ câu hỏi nào mà phải trả lời tất cả các câu hỏi dù sai và tuyệt đối không nghe theo đồng đội. Nếu trả lời theo gợi ý của đồng đội thì đáp án sẽ không được chấp nhận và bị tính là trả lời sai.
Nếu trả lời đúng đến mốc số 10 (đúng 10 câu liên tiếp), thí sinh sẽ ngay lập tức nhận được 20.000.000 đồng. Chỉ có một giải 20.000.000 đồng duy nhất trong mỗi chương trình, nghĩa là dù người đó lần thứ hai hay những người chơi khác có trả lời đúng 10 câu liên tiếp thì vẫn sẽ không được nhận 20.000.000 đồng mà chỉ tính là 10 điểm. Khi cả 2 thí sinh trong lượt đấu đã hoàn thành phần thi, đội có số đáp án đúng liên tiếp cao hơn sẽ giành điểm ở lượt đó. Nếu hai đội có số đáp án đúng liên tiếp như nhau thì mỗi đội giành 1 điểm.
Sau lượt 3, nếu tỉ số của 2 đội là 3-0 (1 đội thắng cả 3 lượt đầu) hoặc 3-1 (thắng 2 trong 3 lượt, lượt còn lại hòa) thì trận đấu sẽ kết thúc ngay lập tức; đội dẫn trước sẽ là đội chiến thắng và bước vào vòng đặc biệt. Với các trường hợp còn lại, trận đấu sẽ tiếp tục với lượt thứ 4 (khi đó 2 người vừa tham gia lượt 3 sẽ không được tham gia lượt này). Nếu sau lượt 4 mà vẫn chưa có đội chiến thắng, sẽ có một câu hỏi phụ và mỗi đội chọn ra một thành viên bất kỳ để đại diện đứng trước một cây cột. Sau khi nghe câu hỏi, người chơi giành quyền trả lời bằng cách đặt tay lên cột. Trả lời đúng thì đội có thành viên đó giành chiến thắng, nếu sai thì thành viên của đội kia sẽ trả lời, nếu đúng thì thắng. Nếu cả thành viên không trả lời được câu hỏi, một câu hỏi khác sẽ được đưa ra cho đến khi có đội thắng.
Kết thúc vòng thi, đội chiến thắng sẽ lọt vào vòng đặc biệt và giành quyền đi tiếp vào vòng sau, còn đội thua cuộc sẽ nhận phần thưởng 15.000.000 đồng.

### Vòng đặc biệt
Đội chiến thắng sẽ đứng trước một cây cột. Trong vòng 1 phút, đội phải liệt kê 20 đáp án theo chủ đề do chương trình đưa ra. Để được xác nhận, mỗi người chơi cần đặt tay lên cột và nói. Các thành viên phải nói luân phiên nhau và không được nói trùng ý. Sau 1 phút, nếu đội liệt kê đủ hoặc hơn 20 đáp án thì chiến thắng và nhận giải thưởng cao nhất (xem cơ cấu giải thưởng ở dưới).

## Cơ cấu giải thưởng
| Vòng đấu               | Thắng vòng đặc biệt | Thua vòng đặc biệt | Thua vòng đấu loại |
| ---------------------- | ------------------- | ------------------ | ------------------ |
| Vòng loại              | 60.000.000 đồng     | 18.000.000 đồng    | 15.000.000 đồng    |
| Vòng tứ kết và bán kết | 80.000.000 đồng     | 18.000.000 đồng    | 15.000.000 đồng    |
| Chung kết              | 500.000.000 đồng    | 60.000.000 đồng    | 30.000.000 đồng    |

## Danh sách các đội tham gia
Đây là danh sách các khách mời đã tham gia mùa 5 của chương trình.
| Đội thi đấu                                | Tỉ số                |
| ------------------------------------------ | -------------------- |
| Đội còn thi đấu hoặc á quân                | Thắng                |
| Đội đã bị loại hoặc đồng hạng ba           | Hòa (thua vòng phụ)  |
| Đội vô địch                                | Hòa (thắng vòng phụ) |
| Khách mời bị thay thế [khách mời thay thế] | Thua                 |

### Đợt 1
| STT | Danh sách thành viên                         | Kết quả các vòng    | Kết quả các vòng       | Kết quả các vòng         | Kết quả các vòng        | Thứ hạng chung cuộc (Chỉ dành cho Top 4) |
| STT | Danh sách thành viên                         | Vòng loại (tập 1-8) | Vòng Tứ kết (tập 9-12) | Vòng Bán kết (tập 13-14) | Vòng Chung kết (tập 15) | Thứ hạng chung cuộc (Chỉ dành cho Top 4) |
| --- | -------------------------------------------- | ------------------- | ---------------------- | ------------------------ | ----------------------- | ---------------------------------------- |
| 1   | Lê Nhân, Trương Quỳnh Anh, Huỳnh Uyển Ân     | 1-3                 |                        |                          |                         |                                          |
| 2   | Huỳnh Lập, Nguyên Thảo, Nguyễn Đình Vũ       | 3-1                 | 3-1                    | 3-2                      | 1-3                     | Á quân                                   |
| 3   | Hải Triều, Trà Ngọc, MisThy                  | 3-1                 | 3-1                    | 3-0                      | 3-1                     | Quán quân                                |
| 4   | Hải Vót, Dee Trần, Hynee                     | 1-3                 |                        |                          |                         |                                          |
| 5   | Myra Trần, Lou Hoàng, Young Ju, [Akira Phan] | 3-3                 | 1-3                    |                          |                         |                                          |
| 6   | Hoàng Mỹ An, Long Nón Lá, Ngô Lan Hương      | 3-3                 |                        |                          |                         |                                          |
| 7   | Quốc Khánh, Trương Thảo Nhi, Gia Linh        | 2-2                 | 1-3                    |                          |                         |                                          |
| 8   | Chí Thiện, Lưu Hiền Trinh, Will              | 2-2                 |                        |                          |                         |                                          |
| 9   | Đạt Long Vinh, Lâm Vỹ Dạ, Lâm Hùng           | 3-1                 | 3-1                    | 2-3                      |                         | Đồng hạng ba                             |
| 10  | Châu Gia Kiệt, Lâm Chấn Huy, Đinh Tùng Huy   | 1-3                 |                        |                          |                         |                                          |
| 11  | Võ Tấn Phát, Hữu Đằng, Neko Lê               | 3-3                 | 1-3                    |                          |                         |                                          |
| 12  | Lạc Hoàng Long, Hoàng Mập, Thanh Thức        | 3-3                 |                        |                          |                         |                                          |
| 13  | Thành Đạt, Du Uyên, Dương Edward             | 1-3                 |                        |                          |                         |                                          |
| 14  | Hồ Gia Hùng, Nguyễn Huy, Chấn Hào            | 3-1                 | 0-3                    |                          |                         |                                          |
| 15  | Huỳnh Thi, Tạ Lâm, Kim Hải, Hoàng Mập        | 2-2                 | 3-0                    | 0-3                      |                         | Đồng hạng ba                             |
| 16  | Dương Thanh Vàng, Mậu Đạt, Tiêu Minh Phụng   | 2-2                 |                        |                          |                         |                                          |

### Đợt 2
| STT | Danh sách thành viên                                     | Kết quả các vòng      | Kết quả các vòng        | Kết quả các vòng         | Kết quả các vòng        | Thứ hạng chung cuộc (Chỉ dành cho Top 4) |
| STT | Danh sách thành viên                                     | Vòng loại (tập 16-23) | Vòng Tứ kết (tập 24-27) | Vòng Bán kết (tập 28-29) | Vòng Chung kết (tập 30) | Thứ hạng chung cuộc (Chỉ dành cho Top 4) |
| --- | -------------------------------------------------------- | --------------------- | ----------------------- | ------------------------ | ----------------------- | ---------------------------------------- |
| 1   | BB Trần, Ngọc Phước, Trần Tuấn Kiệt                      | 3-0                   | 3-1                     | 1-3                      |                         | Đồng hạng ba                             |
| 2   | Nguyễn Anh Tú, Tố My, Lạc Hoàng Long                     | 0-3                   |                         |                          |                         |                                          |
| 3   | Tăng Phúc, Hoàng Yến Chibi, Kiều Trinh, [Trang Hý, Otis] | 3-1                   | 2-2                     | 0-3                      |                         | Đồng hạng ba                             |
| 4   | Nguyễn Bảo Khánh, Doãn Hiếu, Trịnh Thảo                  | 1-3                   |                         |                          |                         |                                          |
| 5   | S.T Sơn Thạch, Trương Quỳnh Anh, Mạc Văn Khoa            | 3-0                   | 3-0                     | 3-1                      | 3-3                     | Á quân                                   |
| 6   | Đỗ Phú Quí, Hiếu Nhi, Thảo Nhi                           | 0-3                   |                         |                          |                         |                                          |
| 7   | Dung Hoàng Phạm, Diệu Kiên, Tăng Thành Công              | 3-0                   | 2-2                     |                          |                         |                                          |
| 8   | Vũ Thảo My, Bùi Linh Chi, Hải Đăng Doo                   | 0-3                   |                         |                          |                         |                                          |
| 9   | Will, Kay Trần, LyLy                                     | 3-0                   | 3-0                     | 3-0                      | 3-3                     | Quán quân                                |
| 10  | Trần Phong, YeYe Nhật Hạ, Nguyễn Quốc Trường Thịnh       | 0-3                   |                         |                          |                         |                                          |
| 11  | Quỳnh Lý, Anh Phạm, Ceri Thu Hà                          | 2-2                   |                         |                          |                         |                                          |
| 12  | Ogenus, Lan Hương, Fanny                                 | 2-2                   | 1-3                     |                          |                         |                                          |
| 13  | Phát Huy, Thanh Mèo, VAnh                                | 3-0                   | 0-3                     |                          |                         |                                          |
| 14  | Hynee, Otis, Du Uyên                                     | 0-3                   |                         |                          |                         |                                          |
| 15  | Lạc Hoàng Long, Hữu Đằng, Bùi Linh Chi                   | 1-3                   |                         |                          |                         |                                          |
| 16  | Nguyễn Bảo Khánh, Trịnh Thảo, Doãn Hiếu                  | 3-1                   | 0-3                     |                          |                         |                                          |

## Chi tiết các tập
| Đội chiến thắng và trực tiếp lọt vào vòng trong |
| Đội chiến thắng nhờ chiến thắng vòng thi phụ    |
| Đội quán quân                                   |

| Đợt      | Vòng đấu    | Tập | Ngày phát sóng | A                                                            | Tỉ số (A/B)    | B                                                            | TK          |
| -------- | ----------- | --- | -------------- | ------------------------------------------------------------ | -------------- | ------------------------------------------------------------ | ----------- |
| 1        | Vòng loại   | 1   | 23/12/2023     | Trương Quỳnh Anh, Lê Nhân, Huỳnh Uyển Ân                     | 1-3            | Huỳnh Lập, Nguyên Thảo, Nguyễn Đình Vũ                       |             |
| 1        | Vòng loại   | 2   | 30/12/2023     | MisThy, Hải Triều, Trà Ngọc                                  | 3-1            | Hải Vót, Dee Trần, Hynee                                     |             |
| 1        | Vòng loại   | 3   | 06/01/2024     | Myra Trần, Lou Hoàng, Young Ju                               | 3-3            | Hoàng Mỹ An, Long Nón Lá, Ngô Lan Hương                      |             |
| 1        | Vòng loại   | 4   | 13/01/2024     | Gia Linh, Quốc Khánh, Trương Thảo Nhi                        | 2-2            | Will, Lưu Hiền Trinh, Chí Thiện                              |             |
| 1        | Vòng loại   | 5   | 20/01/2024     | Lâm Hùng, Lâm Vỹ Dạ, Đạt Long Vinh                           | 3-1            | Châu Gia Kiệt, Lâm Chấn Huy, Đinh Tùng Huy                   |             |
| 1        | Vòng loại   | 6   | 27/01/2024     | Võ Tấn Phát, Hữu Đằng, Neko Lê                               | 3-3            | Lạc Hoàng Long, Hoàng Mập, Thanh Thức                        |             |
| 1        | Vòng loại   | 7   | 03/02/2024     | Dương Edward, Du Uyên, Thành Đạt                             | 1-3            | Hồ Gia Hùng, Nguyễn Huy, Chấn Hào                            |             |
| 1        | Vòng loại   | 8   | 17/02/2024     | Huỳnh Thi, Tạ Lâm, Kim Hải                                   | 2-2            | Dương Thanh Vàng, Mậu Đạt, Tiêu Minh Phụng                   |             |
| 1        | Tứ kết      | 9   | 24/02/2024     | Gia Linh, Quốc Khánh, Trương Thảo Nhi (thắng tập 4)          | 1-3            | MisThy, Hải Triều, Trà Ngọc (thắng tập 2)                    |             |
| 1        | Tứ kết      | 10  | 02/03/2024     | Huỳnh Lập, Nguyên Thảo, Nguyễn Đình Vũ (thắng tập 1)         | 3-1            | Lou Hoàng, Young Ju, Akira Phan (thắng tập 3)                |             |
| 1        | Tứ kết      | 11  | 09/03/2024     | Lâm Hùng, Lâm Vỹ Dạ, Đạt Long Vinh (thắng tập 5)             | 3-1            | Võ Tấn Phát, Hữu Đằng, Neko Lê (thắng tập 6)                 | [ 1 ]       |
| 1        | Tứ kết      | 12  | 16/03/2024     | Huỳnh Thi, Hoàng Mập, Kim Hải (thắng tập 8)                  | 3-0            | Hồ Gia Hùng, Nguyễn Huy, Chấn Hào (thắng tập 7)              |             |
| 1        | Bán kết     | 13  | 23/03/2024     | MisThy, Hải Triều, Trà Ngọc (thắng tập 9)                    | 3-0            | Huỳnh Thi, Hoàng Mập, Kim Hải (thắng tập 12)                 |             |
| 1        | Bán kết     | 14  | 30/03/2024     | Huỳnh Lập, Nguyên Thảo, Nguyễn Đình Vũ (thắng tập 10)        | 3-2            | Lâm Hùng, Lâm Vỹ Dạ, Đạt Long Vinh (thắng tập 11)            |             |
| 1        | Chung kết 1 | 15  | 06/04/2024     | MisThy, Hải Triều, Trà Ngọc (thắng tập 13)                   | 3-1            | Huỳnh Lập, Nguyên Thảo, Nguyễn Đình Vũ (thắng tập 14)        | [ 2 ]       |
| 2        | Vòng loại   | 16  | 13/04/2024     | BB Trần, Ngọc Phước, Trần Tuấn Kiệt                          | 3-0            | Nguyễn Anh Tú, Tố My, Lạc Hoàng Long                         | [ 3 ]       |
| 2        | Vòng loại   | 17  | 20/04/2024     | Kiều Trinh, Tăng Phúc, Hoàng Yến Chibi                       | 3-1            | Nguyễn Bảo Khánh, Doãn Hiếu, Trịnh Thảo                      |             |
| 2        | Vòng loại   | 18  | 27/04/2024     | Mạc Văn Khoa, Trương Quỳnh Anh, S.T Sơn Thạch                | 3-0            | Đỗ Phú Quí, Hiếu Nhi, Thảo Nhi                               | [ 4 ] [ 5 ] |
| 2        | Vòng loại   | 19  | 04/05/2024     | Dung Hoàng Phạm, Tăng Thành Công, Diệu Kiên                  | 3-0            | Vũ Thảo My, Hải Đăng Doo, Bùi Linh Chi                       |             |
| 2        | Vòng loại   | 20  | 11/05/2024     | Will, LyLy, Kay Trần                                         | 3-0            | Trần Phong, YeYe Nhật Hạ, Nguyễn Quốc Trường Thịnh           | [ 6 ]       |
| 2        | Vòng loại   | 21  | 18/05/2024     | Quỳnh Lý, Anh Phạm, Ceri Thu Hà                              | 2-2            | Fanny, Ogenus, Lan Hương                                     | [ 7 ] [ 8 ] |
| 2        | Vòng loại   | 22  | 25/05/2024     | Thanh Mèo, Phát Huy T4, VAnh                                 | 3-0            | Hynee, Otis, Du Uyên                                         | [ 9 ]       |
| 2        | Vòng loại   | 23  | 01/06/2024     | Lạc Hoàng Long, Bùi Linh Chi, Hữu Đằng                       | 1-3            | Nguyễn Bảo Khánh, Trịnh Thảo, Doãn Hiếu                      |             |
| 2        | Tứ kết      | 24  | 08/06/2024     | Dung Hoàng Phạm, Tăng Thành Công, Diệu Kiên (thắng tập 19)   | 2-2            | Kiều Trinh, Tăng Phúc, Hoàng Yến Chibi (thắng tập 17)        |             |
| 2        | Tứ kết      | 25  | 15/06/2024     | Thanh Mèo, Phát Huy T4, VAnh (thắng tập 22)                  | 0-3            | Mạc Văn Khoa, Trương Quỳnh Anh, S.T Sơn Thạch (thắng tập 18) |             |
| 2        | Tứ kết      | 26  | 22/06/2024     | Will, LyLy, Kay Trần (thắng tập 20)                          | 3-0            | Nguyễn Bảo Khánh, Trịnh Thảo, Doãn Hiếu (thắng tập 23)       |             |
| 2        | Tứ kết      | 27  | 29/06/2024     | BB Trần, Ngọc Phước, Trần Tuấn Kiệt (thắng tập 16)           | 3-1            | Fanny, Ogenus, Lan Hương (thắng tập 21)                      |             |
| 2        | Bán kết     | 28  | 06/07/2024     | Mạc Văn Khoa, Trương Quỳnh Anh, S.T Sơn Thạch (thắng tập 25) | 3-1            | BB Trần, Ngọc Phước, Trần Tuấn Kiệt (thắng tập 27)           |             |
| 2        | Bán kết     | 29  | 13/07/2024     | Trang Hý, Otis, Hoàng Yến Chibi (thắng tập 24)               | 0-3            | Will, LyLy, Kay Trần (thắng tập 26)                          |             |
| 2        | Chung kết 2 | 30  | 20/07/2024     | Will, LyLy, Kay Trần (thắng tập 29)                          | 3-3            | Mạc Văn Khoa, Trương Quỳnh Anh, S.T Sơn Thạch (thắng tập 28) |             |
| Tổng hợp | Tổng hợp    | 31  | 27/07/2024     | Tổng kết mùa 5                                               | Tổng kết mùa 5 | Tổng kết mùa 5                                               |             |
| Tổng hợp | Tổng hợp    | 32  | 03/08/2024     | Tổng kết mùa 5                                               | Tổng kết mùa 5 | Tổng kết mùa 5                                               |             |
| Tổng hợp | Tổng hợp    | 33  | 10/08/2024     | Tổng kết mùa 5                                               | Tổng kết mùa 5 | Tổng kết mùa 5                                               |             |

## Một số thống kê kỷ lục

### Người chiến thắng
Dưới đây là danh sách thí sinh chiến thắng (trả lời đúng đến mốc số 10):
1. Ca sĩ Diệu Kiên, trong tập 19 phát sóng ngày 04/05/2024.
2. Ca sĩ Phát Huy T4, trong tập 22 phát sóng ngày 25/05/2024.